# Mierspenaeopsis cultrirostris
Mierspenaeopsis cultrirostris is een tienpotigensoort uit de familie van de Penaeidae. De wetenschappelijke naam van de soort is voor het eerst geldig gepubliceerd in 1906 door Alcock.